# Нилов, Николай Владимирович
Никола́й Влади́мирович Ни́лов (7 декабря 1922, д. Мартьяново, Тверская губерния — 23 августа 2001, Москва) — советский футболист и хоккеист.

## Карьера

### Футбол
Воспитанник детской команды «Мосэнерго» Москва. За свою карьеру выступал в советских командах «Пищевик» (Москва), «Спартак» (Москва), «Локомотив» (Люблино), «Крылья Советов» (Тушино).

### Хоккей
За свою карьеру выступал в советских командах «Спартак» (Москва), «Крылья Советов»/«Зенит» (Москва), ДК им. К. Маркса (Электросталь).
В 1958 году окончил школу тренеров при ГЦОЛИФК.
Работал старшим тренером в команде Электростали (1958/59-1963/64), тренером в московском «Локомотиве» (1964/65) и тренером молодежной команды «Локомотив» (Москва) с сезона 1972/73 по сезон 1975/76 годов.

## Достижения
- Обладатель Кубка СССР по хоккею (1951)
- Победитель Кубка СССР по футболу (1947)
- Бронзовый призёр чемпионата СССР по футболу (1949)